# Бероново
Бероново (болг. Бероново) — село в Болгарии. Находится в Бургасской области, входит в общину Сунгурларе. Население составляет 126 человек.

## Политическая ситуация
Бероново подчиняется непосредственно общине и не имеет своего кмета.
Кмет (мэр) общины Сунгурларе — Георги Стефанов Кенов (Движение за права и свободы (ДПС)) по результатам выборов.